# Alexander Skarsgård
Alexander Johan Hjalmar Skarsgård (sinh ngày 25 tháng 8 năm 1976) là nam diễn viên người Thuỵ Điển. Là con trai của diễn viên Stellan Skarsgård, anh đi diễn từ năm bảy tuổi, sau đó tạm dừng năm mười ba tuổi. Sau khi phục vụ Hải quân Thuỵ Điển, Skarsgård quay lại phim ảnh với phim hài Mỹ Zoolander (2001). Năm 2008, anh thủ vai Brad Colbert trong sê-ri ngắn Generation Kill (2008). Vai diễn đột phá của anh là vai ma cà rồng Eric Northman trong phim truyền hình True Blood (2008–2014).
Sau khi tham gia các phim Melancholia (2011), Battleship (2012) và The Legend of Tarzan (2016), Skarsgård đóng vai chính trong sê-ri Big Little Lies (2017–2019) và giành được một giải Primetime Emmy, một giải Quả cầu vàng. Sau đó anh đóng các phim Long Shot (2019), Godzilla vs. Kong (2021), Passing (2021), The Northman (2022, đồng sản xuất) và Infinity Pool (2023). Anh cũng vào các vai Randall Flagg trong phim truyền hình The Stand (2020–2021) và Lukas Matsson trong Succession (2021–2023), vai Matsson mang về cho anh hai đề cử Primetime Emmy Awards và một đề cử Quả cầu vàng.

## Giải thưởng và đề cử
| Năm  | Giải thưởng                        | Đối tượng đề cử         | Hạng mục                                                                            | Kết quả   | Ghi chú |
| ---- | ---------------------------------- | ----------------------- | ----------------------------------------------------------------------------------- | --------- | ------- |
| 2003 | Odense International Film Festival | To Kill a Child         | Grand Prix                                                                          | Đoạt giải |         |
| 2003 | Odense International Film Festival | To Kill a Child         | Press Award                                                                         | Đoạt giải |         |
| 2003 | Guldbagge Awards                   | Hundtricket - The Movie | Best Supporting Actor                                                               | Đề cử     |         |
| 2009 | Scream Award                       | True Blood              | Best Villain                                                                        | Đoạt giải | [ 2 ]   |
| 2009 | Scream Award                       | True Blood              | Best Television Ensemble                                                            | Đoạt giải | [ 3 ]   |
| 2010 | Screen Actors Guild Awards         | True Blood              | Outstanding Performance by an Ensemble in a Drama Series                            | Đề cử     | [ 4 ]   |
| 2010 | Saturn Award                       | True Blood              | Best Supporting Actor in Television                                                 | Đề cử     |         |
| 2010 | NewNowNext Awards                  | True Blood              | Brink of Fame: Actor                                                                | Đề cử     |         |
| 2010 | Scream Award                       | True Blood              | Best Television Performance                                                         | Đề cử     |         |
| 2010 | Scream Award                       | True Blood              | Best Horror Actor                                                                   | Đoạt giải |         |
| 2011 | Teen Choice Awards                 | True Blood              | Choice Vampire                                                                      | Đề cử     |         |
| 2011 | Scream Award                       | True Blood              | Best Horror Actor                                                                   | Đoạt giải |         |
| 2011 | Scream Award                       | True Blood              | Best Ensemble                                                                       | Đoạt giải |         |
| 2012 | Robert Award                       | Melancholia             | Best Supporting Actor (Årets mandlige birolle)                                      | Đề cử     |         |
| 2012 | Fangoria Chainsaw Awards           | Straw Dogs              | Best Supporting Actor                                                               | Đề cử     |         |
| 2017 | Emmy Awards (Primetime)            | Big Little Lies         | Outstanding Supporting Actor in a Limited Series or Movie Made for Television       | Đoạt giải |         |
| 2017 | Golden Globe Awards                | Big Little Lies         | Best Supporting Actor – Television Series, Television Miniseries or Television Film | Đoạt giải | [ 5 ]   |
| 2017 | Satellite Awards                   | Big Little Lies         | Best Supporting Actor – Series, Miniseries or Television Film                       | Đề cử     |         |
| 2017 | Critics' Choice Awards             | Big Little Lies         | Best Supporting Actor in a TV Movie/Miniseries                                      | Đoạt giải |         |
| 2017 | Screen Actors Guild Awards         | Big Little Lies         | Outstanding Performance by a Male Actor in a Miniseries or Television Movie         | Đoạt giải |         |